# Silent Hill 2
Silent Hill 2 je survival horror videoigra, koju je objavio Konami, a napravio Team Silent, za PlayStation 2 konzolu. Igra je objavljena 24. rujna 2001. godine te je drugi dio Silent Hill serijala. Proširena verzija koja sadrži dodatni scenarij i druge dodatke je objavljena za Xbox konzolu u prosincu iste godine. Godine 2002., igra je objavljena i za Windows operativni sistem. Ponovno je objavljena 2012. godine, u visokoj rezoluciji kao dio Silent Hill HD Collection igre, zajedno s igrom Silent Hill 3, za PlayStation 3 i Xbox 360.
Iako se radnja odvija u istoimenom gradu, Silent Hill 2 nije direktni nastavak prve igrice. Umjesto toga, priča prati Jamesa Sunderlanda, koji dolazi u grad, nakon što je primio pismo od njegove preminule supruge Mary, koje govori da ga čeka u Silent Hillu. Zajedno s Mariom, misterioznom ženom koju James sreće, traži Mary i otkriva mračne tajne o samom sebi te o smrti svoje supruge. Dodatni materijal sadrži novi scenarij "Born From a Wish" koji prati Mariu prije no što sretne Jamesa.
Silent Hill 2 koristi perspektivu u trećoj osobi te se jako bazira na traženju stvari i rješavanju zagonetki pa borbi. Uključuje psihološke aspekte poput postupnog nestanka Maryjinog pisma i reference na povijesne događaje, filmove i književnost. Čudovišta su ovaj put dizajnirana da predstavljaju Jamesovu podsvijest, umjesto čudovišta koja se nasumično pojavljuju.
Silent Hill 2 visoko je pohvaljen i kritiziran kao jedna od najboljih horor igara ikada. Unutar jednog mjeseca, prodao se u više od milijun kopija u Sjevernoj Americi, Japanu i Europi. Kritičari najviše su pohvaljivali atmosferu, rezoluciju, dizajn i čudovišta igre Silent Hill 2, ali i kritizirali kontrole jer ih je teško koristiti, iako su bolje nego kontrole prijašnje igre. Često se smatra najboljom horor igrom ikada i među najvećim igrama svih vremena, hvaljena je za svoju priču i korištenje metafore i psihološkog horora, temu, glazbu, zvučne efekte i dizajn. Igru je nasljedila igra Silent Hill 3 koja je objavljena 2003. godine.

## Gameplay
Cilj igre Silent Hill 2 je voditi glavnog lika, Jamesa Sunderlanda, kroz grad pun čudovišta kako bi pronašao svoju preminulu suprugu. Igra je u perspektivi treće osobe, s izmjenjujućim kutovima kamere.  Glavna kontrola igre Silent Hill 2 jest da se James kreće u smjeru prema kojem gleda kada igrač drži analognu tipku prema gore.  Kako bi igrač provjerio Jamesovo zdravlje, lokaciju, i stvari, mora ući u glavni izbornik, pritiskom na tipku Start. Kroz igru, James će pronalaziti mape za važnija područja u kojima se nalazi, koje će jedino moći vidjeti na svijetlu ili sa svjetiljkom uključenom. Također mapa se ažurira svaki put kada James prođe kroz određena vrata, tako da piše da li su vrata zaključana, razbijena ili otključana.
Gameplay se velikim dijelom fokusira na pronalaženje ključeva ili stvari kako bi se otvorila određena vrata ili prolazi kako bi igrač došao na sljedeću razinu. Manji dio gameplaya fokusira se na borbu s čudovištima. Ponekad će zakonetke tj. puzle neće ovisiti o gameplayu ili ključu, već o igraču samom. Prije početka igre, igrač može izabrati željenu težinu igre, koja će utjecati na borbu s čudovištima, zagonetke i pronalaženje oružja i municije. James drži radio sa sobom kroz cijelu igru, koji mu pomaže da pronađe čudovište u njegovoj blizini kroz debelu i gustu maglu. Također James okrene glavu prema čudovištu ili stvari kada ju ugleda. Kroz igru, dostupna su mu samo tri vatrena oružja i tri normalna oružja. Kasnije, igrač otključaje još dva oružja. 

## Radnja

### Postavljanje
Iako nije nastavak prijašnjim događajima i likovima iz prve Silent Hill igre, Silent Hill 2 se odvija u istome gradu Silent Hill, lociran u Sjedinjenim Američkim Državama. Silent Hill 2 smješten je u drugom dijelu grada te se otkriva više povijesti samog grada. Grad se gradi na bazi psihe onoga koji dođe u njega, kreirajući tako vlastitu noćnu moru onome koji dođe u grad. Koncept grada je navodno "mali grad u Americi". Kako bi napravili grad još realističnijim i misterioznijim, u nekim kućama i stanovima nedostaje namještaj.

### Letter from Silent Heaven(glavni scenarij)
James Sunderland (Guy Cihi) dolazi u Silent Hill, nakon što mu je navodno preminula supruga Mary (Monica Taylor Horgan) poslala pismo u kojem piše da želi da se nađu u Silent Hillu. Mary je umrla tri godine prije početka igre. Dok istražuje grad, naiđe na Angelu Orosco (Donna Burke), tinejdžericu koja traži svoju majku; Eddija Dombrowskija (David Schaufele), još jednog tinejdžera; i Lauru (Jacquelyn Brekenridge), osmogodišnjakinju koja se sprijateljila s Mary dok je bila živa te koja optužuje Jamesa da nikad nije volio Mary.  James ubrzo nailazi na park, u kojem upoznaje Mariu (Hogan), koja veoma simbolizira Mary, samo što ima drugačiju osobnost i odjeću. Maria tvrdi kako nikad nije upoznala Mary te kako ne zna ni tko je sam James. Pošto je sama i nenaoružana, James i Maria nastavljaju dalje.
Ubrzo nailaze na Lauru, koju prate u bolnicu. U istoj toj bolnici, James i Maria nađu se u zasjedi opasnog čudovišta Pyramid Heada. Maria pogiba dok James uspijeva pobjeći. James odluči istražiti sada napušteni hotel u kojem su Mary i on bili na odmoru. Na pola puta, James nalazi Mariu, živu i neozljeđenu u sobi za ormariće  Tvrdi kako je uspjela pobjeći. Kasnije, Maryja opet pogiba, ali ju James opet pronalazi neozljeđenu, ovaj put u zatvoru iza rešetaka. Maria raspravlja o povijesti Jamesa i Maryje koju bi samo Mary znala. James nakon nekog vremena uspijeva naći način da ju oslobodi, no pronalazi Mariu mrtvu. Kasnije, James spašava Angelu od čudovišta koje je manifestacija njena oca koji ju je seksualno zlostavljao. Također otkriva da je Anglela ubila vlastitog oca u samoobrani. Također nailazi na Eddija, koji je u međuvremenu izgubio zdrav razum te priznaje da je ubio nasilnika koji ga je zlostavljao i njegovog psa prije no što je došao u Silent Hill. Kada Eddie pokuša ubiti Jamesa jer misli da mu se ruga, James ga ubije u samoobrani.
Ponovno u hotelu, James pronalazi videokazetu koja otkriva kako je sam James ubio Mary te Maryjino pismo u izborniku postaje prazno. U drugoj sobi, nailazi na Angelu, koja je odustala od života, u nemoći da se riješi traume. Odšeta u vatru te više nije viđena. Pretpostavlja se da je izvršila samoubojstvo. Kasnije, James susreće dva Pyramid Heada koji opet ubijaju Mariu. James ubrzo shvaća kako je Pyramid Head ustvari proizvod njegove podsvjesti koju je trebao da bi ga kaznila zbog njegovih grijeha. Također shvaća da su sva ostala čudovišta bazirana na njegovoj psihi i krivnji. Maryjino pismo upotpunosti nestaje te dva Pyramid Heada počinjavaju samoubojstvo. James kreće prema krovu hotela, na kojem može, ovisno o izborima i postupcima igrača, susresti samu Mary ili Mariu prerušenu kao ona.
Silent Hill 2 sadrži šest mogućih krajeva igre:
- "Leave": James ima zadnji susret s Mary, pročita njeno pismo te odlazi iz grada s Laurom.

- "In Water": James počini samoubojstvo vozeći autom u rijeku.

- "Maria": Mary ne oprašta Jamesu za to što ju je ubio te nakon što ju James porazi odlazi iz grada zajedno s Mariom. Maria ubrzo zakašlje, sugerirajući da će se i ona ubrzo razboljeti te umrijeti kao Mary te da će se cijela priča ponoviti.[5][5]

Ostala tri svršetka dostupna su na drugom igranju:
- "Rebirth": James pokušava spasiti Mary s navodno čarobnim objektima koje je skupio kroz put.

Ostala dva svršetka nemaju veze sa samim gamplayeom te se zbog tog nazivaju "joke endings".

### Born from a Wish
Born from a Wish je dodatni scenarij koji je objavljen s kasnijim izdanjima igre. Prvo je objavljen za Xbox konzolu. U scenariju, igrač preuzima ulogu Marie prije no što upoznaje Jamesa u Silent Hillu. Nakon što se probudi u gradu s pištoljem, misli se o samoubojstvu, no ipak odluči prije potražiti nekoga. S vremenom naiđe na kuću i njena vlasnika, Ernesta Baldwina.  Ernest odbija pustiti Mariu u sobu gdje se nalazi te s njom priča jedino preko zatvorenih vrata. Nakon što Maria izvrši zadatak za njega, kaže joj da se čuva jednog čovjeka - Jamesa te ga opisuje kao "lošeg čovjeka". Nakon što Maria otvori vrata u kojima se Ernest nalazi, nađe ju praznu te napusti kuću. Na kraju priče, Maria ponovno razmišlja o samoubojstvu, no odustaje te kreće u potragu za Jamesom.

## Razvoj
Razvoj Silent Hilla 2 krenuo je u lipnju 1999. godine, odmah nakon uspjeha prijašnje igre. Igru je napravio Team Silent, produkcijski tim, koja je dio Konami Computer Entertainment Tokyoa. Priču je smislio CGI urednik Takayoshi Sato, koju je bazirao na noveli pisca Fjodora Mihajloviča Dostojevskia Zločin i kazna koja je objavljena 1866. godine. Ostali članovi tima sastavili su scenarij na toj ideji. Glavni pisci su Hiroyuki Owaku i Sato koji su osmislili dijaloge za ženske likove. Sato je izjavio kako je proračun igre bio oko 7 do 10 milijuna dolara, što je dosta veći proračun od prijašnje igre, koji je imao proračun oko 2 do 5 milijuna dolara. Odluka da se napravi novi dio Silent Hilla je jednim dijelom bila financijska odluka, pošto je prijašnja igra bila komercijalni uspjeh, ali i dijelom kreativna odluka, pošto je tim dobio razne nove ideje dok su radili prvu igru. Tim je dobio dozvolu da proizvedu igru za samo jednu igraču platformu. Pošto se nisu mogli dogovoriti oko Xbox konzole i tada još neobjavljene GameCube konzole, odlučili su se da će igru proizvesti za PlayStation 2 konzolu. Producent Akihiro Imamura izjavio je kako je odluka također bila "poslovna želja, jer je PlayStation 2 sada u centru pažnje kao igrača konzola." Imamura pročitao je sve kritike i komentare na prvoj igri te ih se striktno držao tijekom izrade Silent Hilla 2. Procijenio je da je ukupno oko pedeset ljudi radilo na igri: dok je originalni tim od dvadeset ljudi ostao, morali su zaposliti još trideset ljudi iz Konami Computer Entertainment Tokya. Javnost je prvi dodir i pregled na igru dobila u ožujku 2001. za PlayStation 2 konzolu te je dobila pozitivne reakcije.
Silent Hill 2 dijeli istu atmosferu i psihološki horor kao prijašnja igra - Silent Hill. Pošto je tim imao snažno znanje na atmosferu i ambijent iz prve igre, odlučili su prvo raditi na samoj priči pa na dizajniranju grada. Tada unaprijeđen PlayStation 2 hardver dopustio im je da stvore jači i bolji efekt guste i debele magle. Na primjer, čudovište se ne može uočiti ni kada je blizu, tek kada dođe direktno ispred igrača. Što se tiče kamera, tim se mučio oko perspektive koja se konstantno mijenja, ili miče s obzirom na prostoriju ili neko drugo mjesto. Psihološki elementi, tipa Maryjino pismo postepeno nestaje iz izbornika i sam simbolizam, također je dospio u igru. Tim je također htio da se Silent Hillov protagonist, "odrazi na zlo", za razliku od protagonista prve igre, koji se mučio da to postigne.
Što se tiče umjetničkog stila igre, umjetnike su privukli mnogi uzori: radovi filmskih redatelja Davida Cronenberga, Davida Finchera, Davida Lyncha i Alfreda Hitchcocka. Uz to, psihološki horor filmovi iz 90-tih, kao što je Jakobova ljestvica, i slikari Francis Bacon, Rembrandt i Andrew Wyeth. Rano u projektu, proučili su igru Tomb Raider, i njezinu kreaciju 3D okoline. Drugi uzori za igru uključuje druge horor igre, tipa Alone in the Dark, sama prva Silent Hill igra, i jedan japanski strip, tj. manga. Dok su radili na dizajnu likova, Sato i njegov tim skicirali su ljudsko lice s puno drugačijih izražaja. Da bi bolje shvatili ljudsku konstrukciju lica, crtali su razna ljudska lica iz drugačijih kutova, profila i udaljenosti. Kasnije su ih napravili na računalu, te se jedno lice sastojalo od šest tisuča mnogokuta; Zatim su licu dodali teksturu. Animacija likova, uključujući njihove kretnje, pomicanje usta, izrazi lica itd. napravljena je uživo. tj. glumci su radili pokrete koji su se kasnije animirali. Masahiro Ito dizajnirao je čudovišta Silent Hill 2 igre. Čudovišta su također zvana tj. shvaćena kao "element čovječanstva". U većini slučajeva, čudovišta su bazirana na psihi lika. Na primjer, čudovište Pyramid Head nastao je kao Jamesova iluzija i osoba koja je tu da ga kazni za grijehe koje je počinio. Još jedan primjer je apstraktno čudovište "Apstract Daddy" koje predstavlja Angelinog oca koji ju je zlostavljao u djetinjstvu.
Silent Hill 2 također uključuje reference iz stvarnog života. U originalnom scenariju, kreatori dizajnirali su likove Mary i Jamesa s dvije osobnosti: Marijina druga osobnost je "Mary", referenca na Mary Jane Kelly, zadnju žrtvu Jacka Trbosjeka, dok je Jamesova druga osobnost "Joseph", reference na jednog od sumnjivaca za identitet Jacks Trbosjeka. Eddie Dombrowski je dobio ime po glumcu Eddiju Murphyju, ali je navodno dizajniran s optimističkom osobnosti. Ime Angele Orosco referenca je na ime Angele Bennett, ime protagonista fima iz 1995. godine, Mreža.
Priča se bazira tj. u priču su uključeni mnoge odrasle teme, koje uključuju: smrt, trauma, silovanje, krivnja, egzistencijalizam, nasilničko ponašanje, obiteljsko nasilje, incest, usamljenost, tjelesna slika, ubojstvo, zlouporaba supstancija, bol, moral, tugu, zlostavljanje (tjelesno, seksualno itd.), gubitak voljenih, odnosnih pitanja, eutanazije, samozavaravanje i seksualnost među ostalima.

### Glazba i zvuk
Akira Yamaoka skladao je glazbu za Silent Hill 2. Kod kuće, Yamaoki su trebala samo tri dana da sklada pjesmu "Theme of Laura", Glavnu pjesmu Silent Hilla 2, kombinirajući "snažan ritam", ali i "tužnu melodiju". Htio je da glazba probudi emocije u igraču, ali da ga ne ometaju toliko da ne može igrati igru. Silent Hill 2 koristi i razne zvukove sve od vriskova do razbijanja stakla. Igra ukupno ima pedeset zvučnih efekata, a Yamaoka je htio iznenaditi igrače na taj način i veoma ih uplašiti i dati im nelagodu tijekom igranja. Također je izjavio da je "u nekim momentima i sama tišina glazba".

## Objava
Silent Hill 2 je prvo objavljena 24. rujna 2001. godine u Sjevernoj Americi, pa u Japanu, 27. rujna 2001. godine, i konačno u Europi, 23. studenog 2001. godine. Originalno europsko izdanje također je sadržavalo i drugi disk:  "Making-of", DVD s raznim snimkama, fotografijama i crtežima tijekom rađenja igre.

### Produljena verzija
Produljena verzija igre objavljena je za Xbox konzolu u Sjevernoj Americi, 20. prosinca 2001. godine, u Japanu 22. veljače 2002. godine, i u Europi 14. listopada 2002. godine. Svaka regija imala je drugačije titlove; "Poem of the Last Moment" u Japanu, "Restless Dreams" u Sjevernoj Americi, i "Inner Fears" u Europi. Ovo izdanje igre sadržavalo je dodatni scenenario "Born From a Wish" s dodatnom pričom o Mariom podrijetlu prije upoznavanja Jamesa. Kasnije je igra ponovno objavljivana kao "Greatest Hits" na PlayStation 2 konzoli. Creature Labs razvili su igru za Microsoft Windows, koju je Konami objavio u prosincu 2002. godine. Računalna verzija sadržavala je brzo spremanje igre i kratke najave za igru Silent Hill 3.
Godine 2006., Konami je ponovno objavio Silent Hill 2, ali ovaj put u kompletu s igrama Silent Hill 3 i Silent Hill 4: The Room. Objavljene su u posebnom kompletu jedino u Europi i Japanu pod nazivom "The Silent Hill Collection". Silent Hill HD Collection, komplet igara koji se sastoji od Silent Hilla 2 i Silent Hilla 3, ovoga puta u visokoj rezoluciji, objavljen je za PlayStation 3 i Xbox 360 konzole, 20. ožujka 2012. godine. Također, pored visoke rezolucije, sadržavale su i nove glasove za glumce. Komplet je naišao na jako loše kritike, zbog previše problema oko igre.

## Recenzije
Silent Hill 2 zadobio je mnoge pohvale, i od kritičara i od igrača. Uspio se prodati preko jedan milijun primjeraka, nakon samo mjesec dana u Sjevernoj Americi, Japanu i Europi, s najviše kopija prodanih u Sjevernoj Ameiric. Na internetskoj stranici Metacritic, ima prosječnu ocjenu 89 od 100 za PlayStation 2 verziju, 84 od 100 za Xbox verziju, i 70 od 100 za računalnu verziju.
Danas, Silent Hill 2 smatra se najboljom horor igrom svih vremena, zbog svoje priče, korištenja metafore, psihološkog horora, i temama. Završila je na prvom mjestu kao najstrašnija horor igra na stranici X-Play, 2006. godine. Godine 2009., IGN uvrtstio ju je u pet najboljih horor igara nakon 2000. godine, i u dvanaest najboljih igara za PlayStation 2 konzolu ikada.